# Rivière Coxipi
Der Rivière Coxipi ist ein Fluss im Süden der Labrador-Halbinsel in den kanadischen Provinzen Québec und Neufundland und Labrador.

## Flusslauf
Der Rivière Coxipi entspringt jenseits der Provinzgrenze in der Teilprovinz Labrador. Er hat seinen Ursprung in dem Tshimitshishkan unipim. Der Rivière Coxipi fließt in südlicher Richtung durch die regionale Grafschaftsgemeinde Le Golfe-du-Saint-Laurent. Er durchfließt dabei die Seen Lac Gallet, Lac Poincaré und Lac Coxipi. Er mündet schließlich 10 km östlich von Saint-Augustin gegenüber der  zum Archipel de Saint-Augustin gehörenden Île du Forgeron in die Baie de Kingston. Der Fluss legt eine Strecke von 108 km zurück. Er entwässert ein Areal von 1660 km². Der mittlere Abfluss liegt bei 50 m³/s.